# Centrolene savagei
Centrolene savagei (Ruiz-Carranza and Lynch, 1991) è un anfibio anuro appartenente alla famiglia Centrolenidae.  Le si riconoscono atteggiamenti difensivi particolari, quale l'emanazione di cattivi odori dalla pelle   e altri comportamenti caratteristici.

## Descrizione
Le femmine adulte somo lunghe da 23 a 24 mm e i maschi misurano da 20 a 23 mm.

## Distribuzione
La specie è endemica della Cordillera centrale e della Cordillera occidentale della Colombia. Il suo habitat naturale è quello della foresta sub-andina, ma si trova anche in foreste secondarie.

## Riproduzione
Il richiamo del maschio della Centrolene savagaei consiste in 1-3 note acute, ciascuna di circa 7 millisecondi e separate da intervalli silenziosi di 302-442 ms.. I maschi di maggiori dimensioni hanno un richiamo nei toni più bassi e le maggiori possibilità di riproduzione. Le femmine depositano da 15 a 27 uova colore crema, sulle foglie e i maschi le possono custodire anche per 24 ore o più.